# Tar (instrument)
Tar (pers. تار, tār znaczy „struna”) – tradycyjny perski instrument strunowy szarpany z pudłem rezonansowym, gryfem i 25 progami na podstrunnicy.
Tar wyewoluował najprawdopodobniej jako forma antycznego rababu w XIX-wiecznym Szirazie. Rozpowszechniony w Persji, krajach Kaukazu i Azji Centralnej, występuje w dwóch formach jako tar perski tar-e Sziraz i tar kaukaski tar-e Ghafghaz.
Tar perski tar-e Sziraz wydrążony jest z drewna morwowego. Jego pudło rezonansowe ma kształt dwóch połączonych mis, przypominających męski tors – górna, mniejsza część naghare i dolna, większa część kasse obciągnięte są z przodu skórą jagnięcą. W dolnej części znajduje się rogowy mostek podtrzymujący sześć metalowych strun w trzech wiązkach. Długi gryf ma 22–28 ruchomych progów na podstrunnicy, co pozwala na grę ćwierćtonów. Muzyk trąca struny mosiężnym plektronem, tzw. mizrabem, pokrytym z jednej strony woskiem dla lepszego trzymania.
Tar kaukaski tar-e Ghafghaz różni się od perskiego głównie większą liczbą strun – ma jedenaście zamiast sześciu.
W 2012 roku azerskie rzemiosło związane z tym instrumentem muzycznym i sztuka gry na nim zostały wpisane na listę niematerialnego dziedzictwa UNESCO.